# 蒲察移剌都
蒲察移剌都（12世纪—1218年），女真蒲察部人。金朝将领，东京（今辽宁省辽阳市）猛安，金宣宗时尚书右丞。太子太傅蒲察吾迭子。
蒲察移剌都勇健多力，充任护卫十人长，调任同知秦州（今甘肃省天水市）防御使事、武卫军钤辖，官至武库署令。随军作战，兵败被蒙古军俘获。贞祐二年（1214年），与降兵万余人一起逃归，担任隆安府（今吉林省农安县）治中，遥授信州刺史。因功升任蒲与路节度使兼同知上京（今黑龙江省阿城区）留守事，改知隆安府事。次年，充任辽东、上京等路宣抚使兼左副元帅。升为尚书右丞，行省上京，与行省权参知政事蒲察五斤争权并专擅杀人。兴定元年（1217年），擅自弃隆安回到南京（今河南省开封市），降为知河南府事，后来改为元帅左监军，权任左副元帅，充任陕西行省参议官，兼任陕西路统军使。兴定二年（1218年），转任签枢密院事、权右副元帅、行枢密院于邓州。因盗用官银等事获罪，被弹劾处决。

## 延伸阅读
[在维基数据编辑]
 《金史·卷104》，出自脱脱《遼史》